# Prince Gustaf Adolf Sea
Prince Gustaf Adolf Sea är en havsarm av Norra ishavet i det arktiska Kanada, Qikiqtaalukregionen, Nunavut, mellan Ellef Ringnes Island och Borden Island. Prince Gustav Adolf Sea är uppkallat efter den svenske kungen Gustaf VI Adolf.